# 亞美尼亞禮天主教巴格達總教區
亞美尼亞禮天主教巴格達教區（拉丁語：Archieparchia Babylonensis Armenorum）是伊拉克一個東儀天主教總教區（亞美尼亞禮），直屬基里基雅宗主教區。
總教區成立於1954年6月9日。2009年有兩名司鐸、兩個堂區、1,600名教友。現任教區總主教為厄瑪奴爾·達巴吉安。